# 551 Ortrud
551 Ortrud este un asteroid din centura principală, descoperit pe 16 noiembrie 1904, de Max Wolf.